# Lakin
Lakin è una città degli Stati Uniti d'America e capoluogo della Contea di Kearny, situato nello Stato del Kansas.